# 五間堀川
五間堀川（ごけんぼりがわ）は、宮城県柴田郡柴田町から岩沼市の阿武隈川へ至る一級河川阿武隈川水系に属する河川。総延長は20.671キロメートル、流域面積は91.1平方キロメートル。
柴田町大字成田の丘陵に発し、岩沼市の中心部を貫流した後に阿武隈川河口部へ合流する。左支川である志賀沢川と共に五間堀川圏域を構成する。

## 地理

### 流路
宮城県柴田郡柴田町大字成田の地獄沢溜池を源流とする。大字海老穴、大字入間田を経て、大字槻木にて大江堀と合流する。この大江堀合流点から阿武隈川合流点へ至る区間が河川法における一級河川として指定されている。大字四日市場からは南長谷分水路が分岐し、四日市場排水機場を通じて阿武隈川へと流入する。また、白石川の稲荷山堰より取水された稲荷山幹線用水路の一部は五間堀川へと流入する。柴田町までは宮城県大河原土木事務所が河川を管理しており、岩沼市から阿武隈川河口までは仙台土木事務所によって管理が行われている。
岩沼市の市街地を貫流した後、同市押分より押分分水路が分岐する。洪水が起こった際にはこの分水路を通じて阿武隈川へ排出される。同市下野郷の矢野目地区にて志賀沢川が流入し、同市寺島にて阿武隈川河口部に合流する。平時は阿武隈川に合流し太平洋へと流下するが、洪水時などは一級河川名取川水系南貞山運河と接続し、増田川の広浦にて太平洋へ流下する。

### 地形・地質
流域のうち西部は槻木丘陵などの丘陵地となっており、高度は低めで側壁が急な地形となっている。上流は阿武隈川の後背湿地及び谷底平野が分布している。槻木盆地内は縄文海進により内湾のような状態となったため、内湾性の魚介類が豊富に生息し、やがて自然堤防や河跡湖、後背湿地が形成されるに至った。一方、下流は海岸平野が広がり、阿武隈川の川沿いには自然堤防が、東部の海岸付近には浜堤が、その他の地域には後背湿地及び谷底平野などが分布している。
流域の地質は主に上流の丘陵地で火山角礫岩・凝灰角礫岩、固結堆積物の凝灰質砂岩・凝灰質シルト岩・凝灰岩・礫岩・亜炭が分布している。また、下流の平野部や河川沿いには礫や砂などが分布している。

### 土地利用
五間堀川流域のうち、下流の名取川と阿武隈川の両水系に囲まれた地域は「名取耕土」と呼ばれ、平野部では稲作が盛んに行われてきた。現在は宅地化が進んでおり、交通網の整備や仙台空港周辺の開発も行われている。

### 木曳堀
木曳堀（こびきぼり）は、貞山運河のうち南側の15.0キロメートル、阿武隈川から名取川までの区間の名称である。五間堀川と名取川水系南貞山運河および中貞山運河で構成される。慶長三陸地震から1645年（正保2年）までの期間に、伊達政宗の命を受けた川村重吉による開鑿と考えられており、伊達忠宗の時代も堀の改修や開田事業は川村元吉へ引き継がれたとされる。

### 赤井江
赤井江（あかいこう）は、五間堀川と南貞山運河との合流部に位置する遊水池である。宮城県内有数の湿地帯であり、野生動植物の生息地となっている。岩沼海浜緑地公園が北側に隣接し、海側には海岸林が広がっていたが、東日本大震災による津波の影響で甚大な被害を受けた。また、地盤沈下により震災後は一時的に太平洋と赤井江が繋がる事態となった。

赤井江の変遷
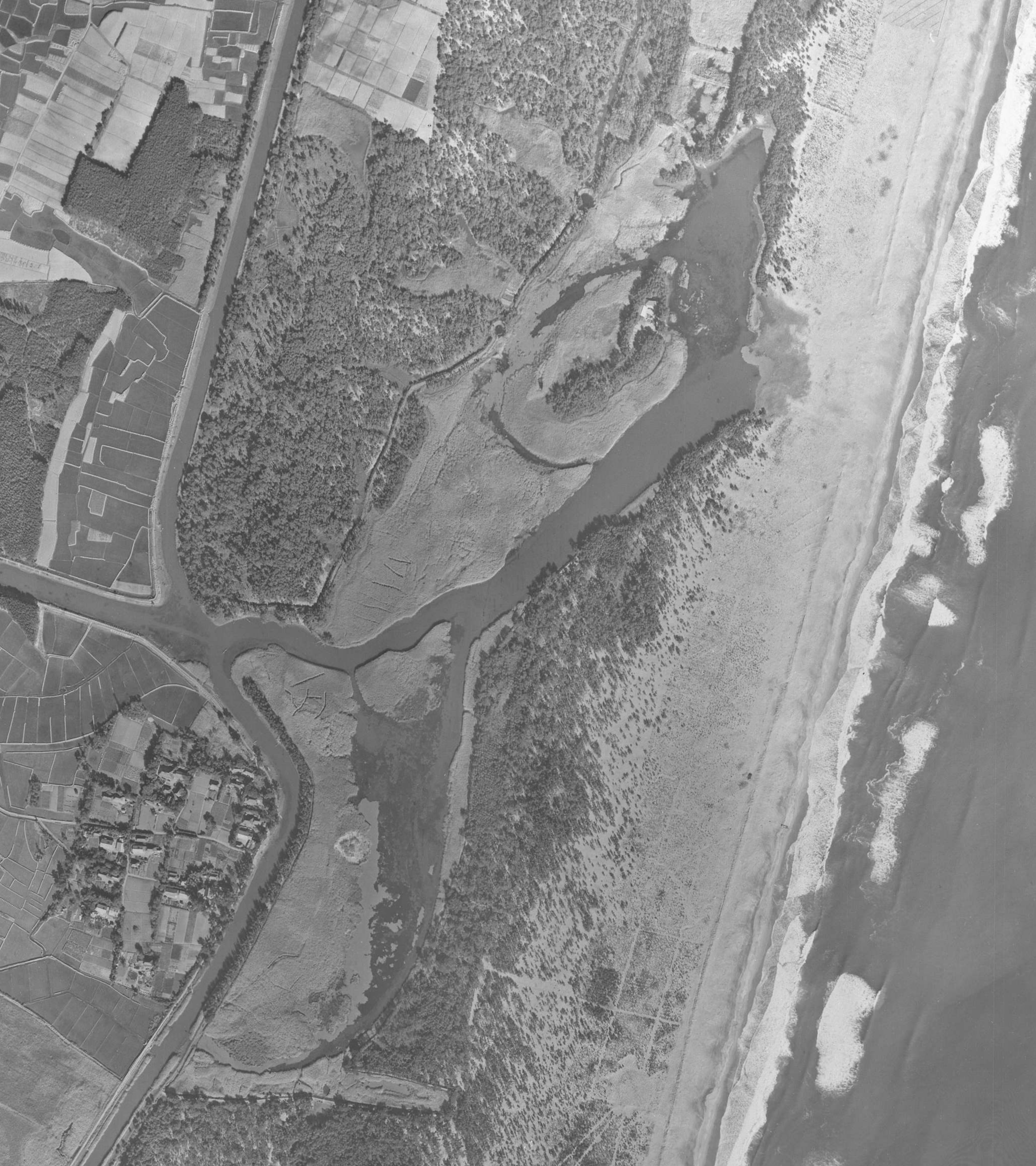
1952年 （昭和27年）
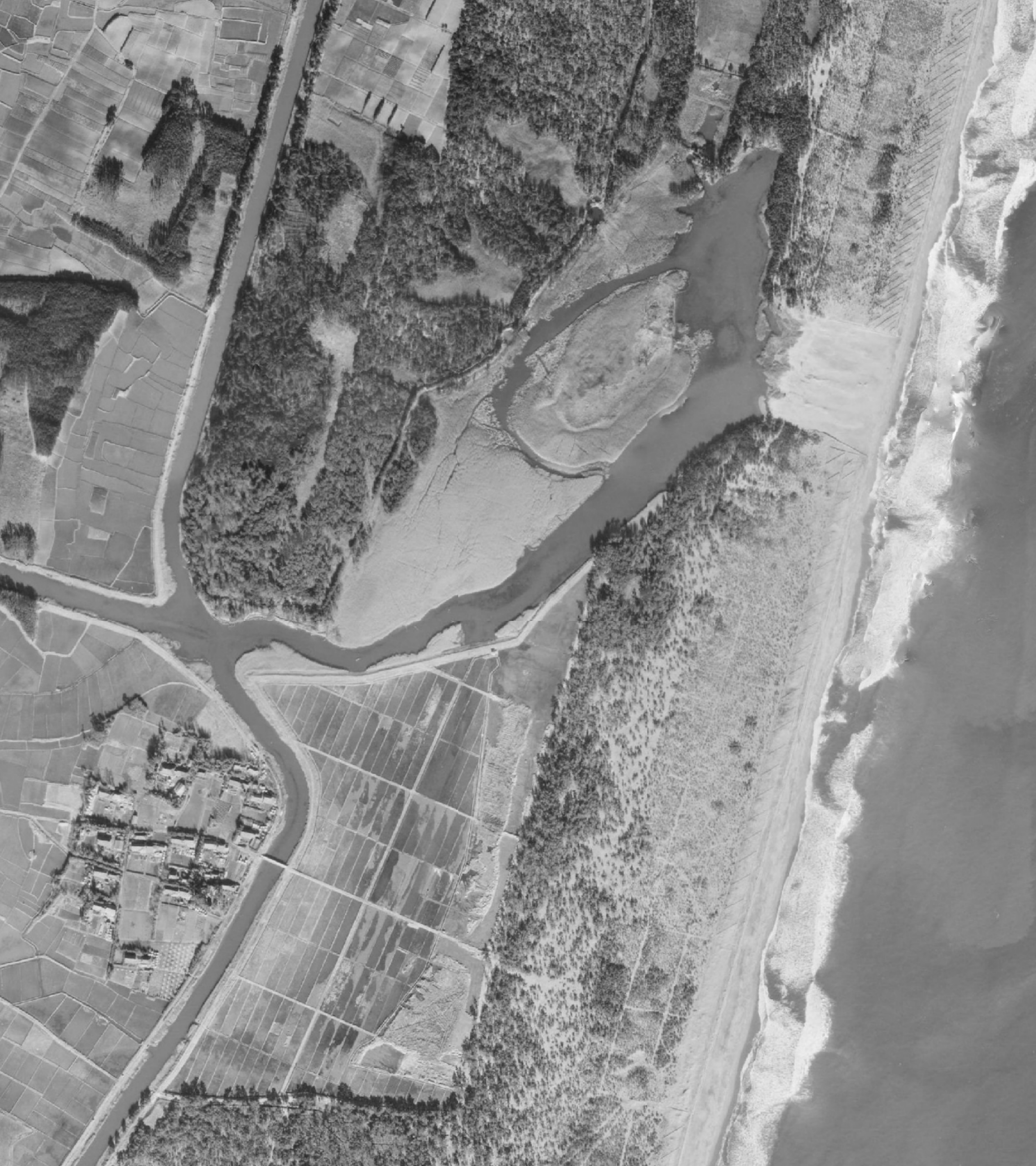
1961年 （昭和36年）
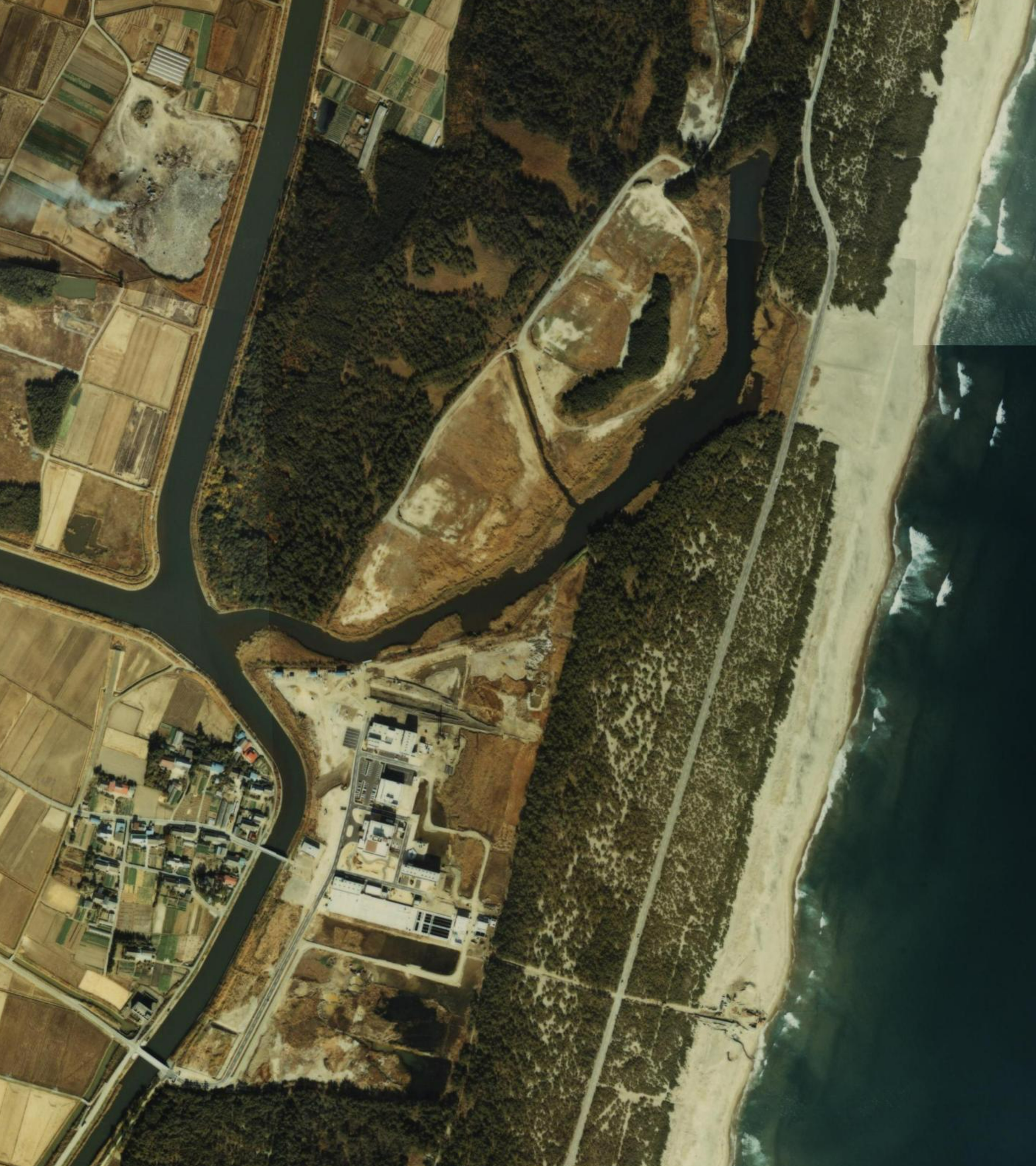
1984年 （昭和59年）
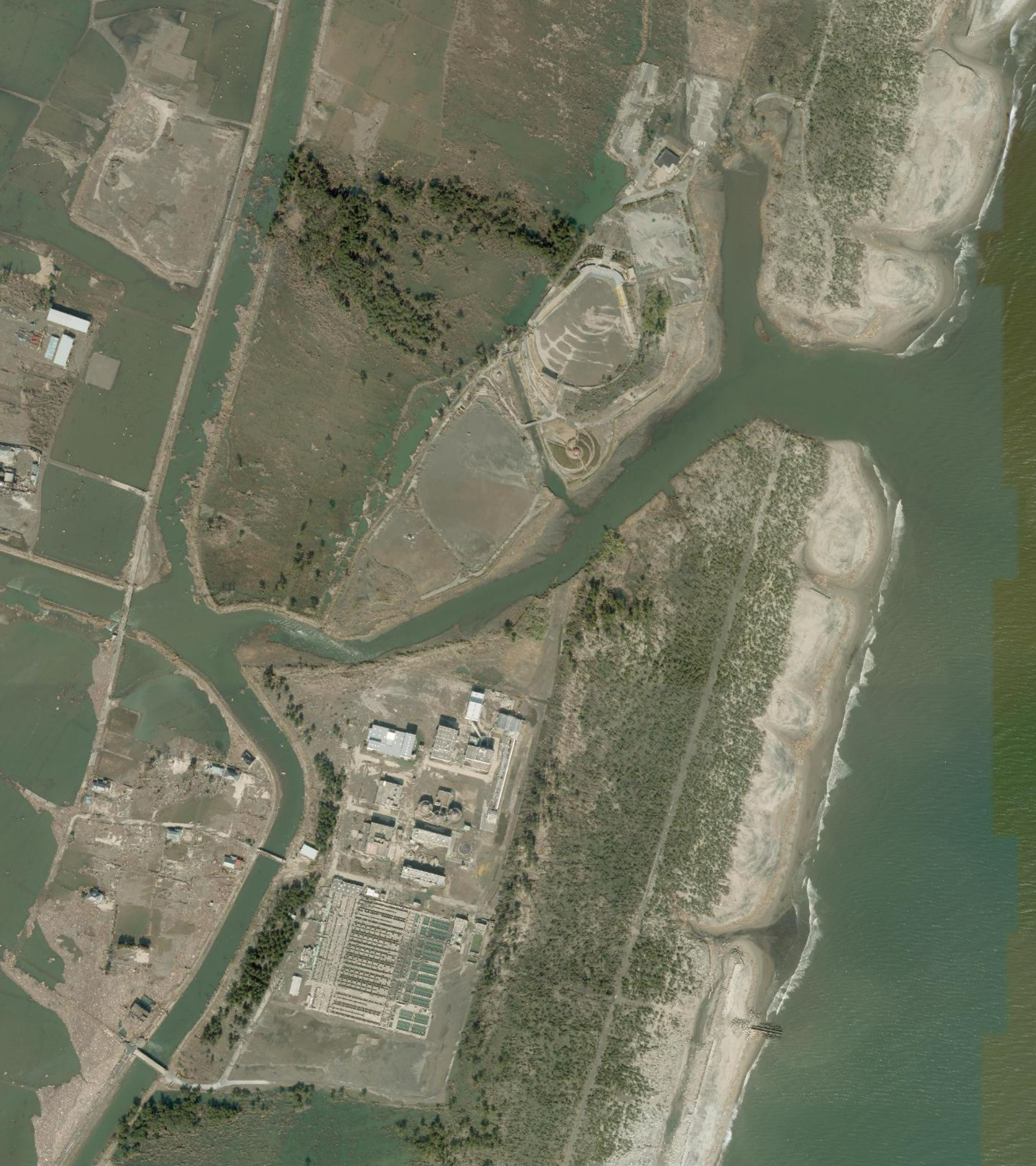
2011年 （平成23年）
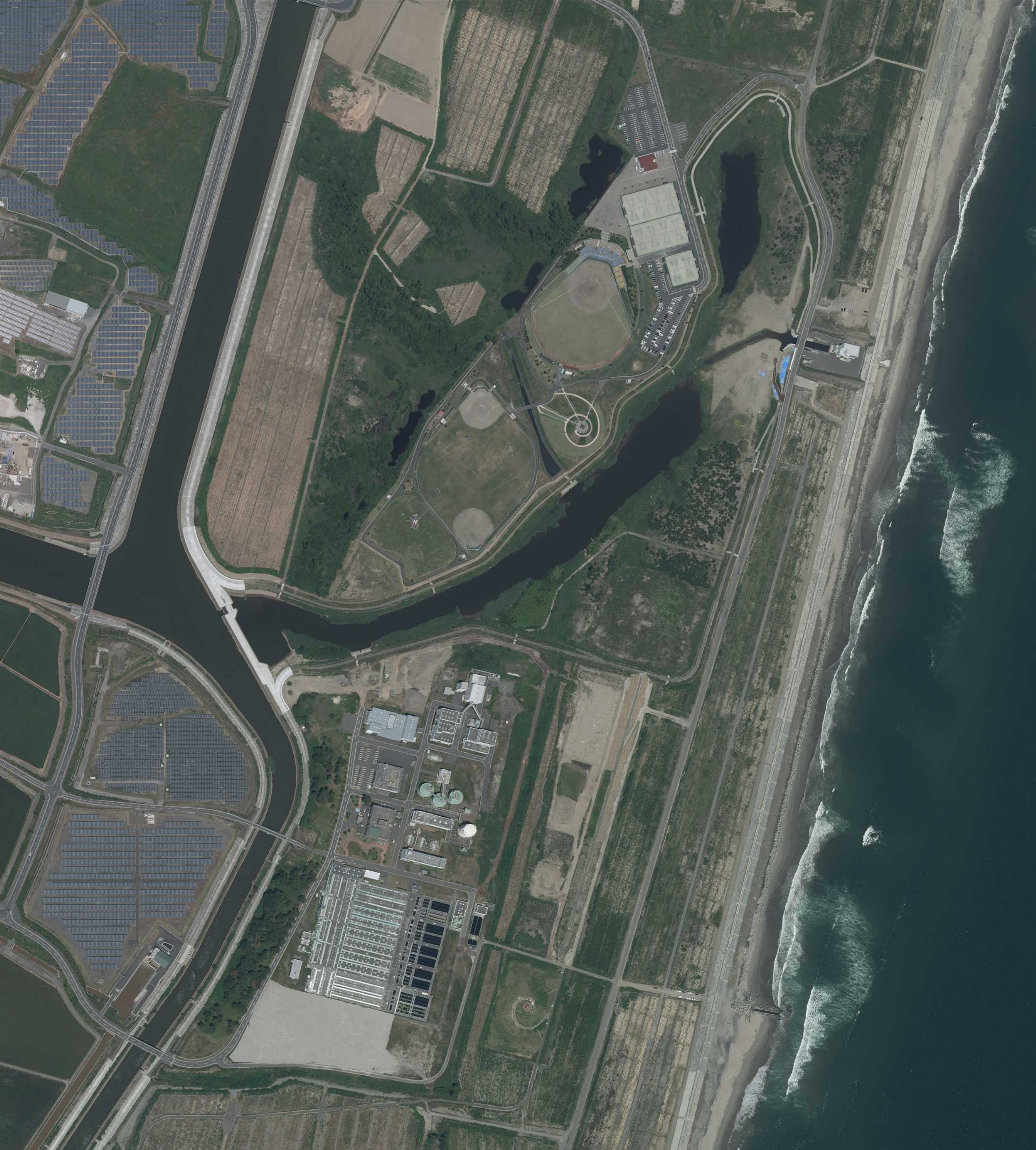
2022年 （令和4年）

## 歴史

### 近代まで
五間堀川は縄文海進時に海水の進入路として役割を果たした河川の衰退した姿とされている。この五間堀川を中心に槻木貝塚群が形成されており、五間堀川へ開口した支谷やその支川の付近に貝塚が点在している。また、海進により縄文時代の五間堀川周辺は砂浜の広がる景観であったと考えられている。
1778年（安永7年）に仙台藩が各村に提出させた風土記御用書出には、現在の五間堀川と南貞山運河の合流部である赤井江付近に空海が上陸したとの記載があり、当時は五間堀川が赤井江を経て太平洋へ注いでいたと推測されている。しかし、五間堀の流れが緩やかかつ水量に乏しかった影響で、太平洋の波で運ばれた砂が堆積し河口を塞いだとされている。
慶長年間には木曳堀として川村重吉が五間堀川の下流部分を開鑿したと伝えられており、貞山運河の中で最も早く開鑿された区間とされている。
用水路としての五間堀川が開鑿されたのは安永年間ごろとされ、風土記御用書出にも登場している。押分村風土記書出には「三間堀」と記されているが、これは文政年間に北條吉兵衛がこの堀を五間（約9メートル）に改修したためであり、以降は五間堀と呼ばれるようになった。また、矢野目（現在の岩沼市下野郷付近）では「前川」とも呼ばれていたが、これは集落の南前方を流れていたためと考えられている。

### 明治時代
1884年（明治17年）当時の五間堀川の幅は上流の成田で4.5メートル、下流の四日市場で最大8.2メートルであった。1885年（明治18年）には貞山堀の改修で五間堀川の合流部に木造閘門を設けたことで、五間堀川の水深が深くなり、岩沼本郷の周辺まで船が通れるようになった。明治時代には玉浦村の相野釜や北釜、矢野目といった地区の農家は五間堀川から丸沼堀を経由して岩沼の市へ農産物（特にさつまいも）を運んだとされ、河川舟運が行われていた。その後、木造閘門は維持管理の手抜きと災害等によって腐朽した。
1899年（明治32年）5月、槻木村会は五間堀川の大字成田から大字入間田へ至る区間の改修を行うため、夫役を各地区に賦課することを議決し、水路の開鑿や敷地の土木工事を行った。1905年（明治38年）12月には大字成田字金光楽から大字四日市場へ至る延長約5キロメートルの区間を4,000円の予算で改修した。この事業は大凶作に対する救済事業として行われ、6パーセントの県費補助を受けて実施された。この頃の槻木町（現在の柴田町）では、毎年のように発生する洪水と以前からの凶作により米の収穫量が激減し、五間堀川は排水路としての役割が大きくなっていった。
1907年（明治40年）、五間堀川の悪水排除のため、県営工事として数万円の工費をかけ貞山堀に「赤井江閘門」を築いた。しかし、効果は乏しく港だった赤井江は閉塞してしまい、砂泥の沼地へと変化してしまった。同年には岩沼側で五間堀川の水を灌漑用水として利用する計画が企画され、翌年には利用が開始された。

### 水利組合の設立
1901年（明治34年）、岩沼町・館腰村・玉浦村・千貫村・槻木村の5町村によって「五間堀水利連合組合」が設立され、各町村から選出された議員が五間堀の維持管理を協議することになった。1908年（明治41年）になると水利組合法が公布され、連合組合を改組し「五間堀普通水利組合」を設立した。組合は名取郡長が主管となって運営を行い、各町村から会議員を選出した。同年11月17日には名取郡長の高岡松郎より会議員の当選確認書が交付されている。組合が設立された当初は灌漑のため浚渫工事を行うなど、槻木以外の町村は灌漑用水としてその維持管理に当たったが、槻木については排水路としての効果が大きかった。
昭和初期に入ると、名取耕土の灌漑用水が五間堀川だけでは足りなくなり、郡長と会議員の協議の結果、白石川稲荷山堰の用水に水量を求めることになった。これにより、稲荷山堰の用水を維持管理する稲荷山普通水利組合と五間堀普通水利組合は合流するに至った。この頃から五間堀川は名取郡内においても排水路としての役割へと変化し、槻木町もこの時点で組合を脱退したと考えられている。

### 戦前の水害と治水
五間堀川流域や名取耕土はかねてより洪水や氾濫で大きな被害を受けていた。特に明治43年の大水害と大正2年の大水害では流域で大きな被害を受け、宮城県は1913年（大正2年）9月に臨時治水調査会を設置し、各河川の測量や調査が行われた。1916年（大正5年）に出版された『宮城県治水政策』では、当時の五間堀川の様子が以下のように綴られている。
名取耕土では移住者が続出する事態となったため、歴代の名取郡長は地方有志と協力して宮城県庁や農林省へ数次に渡り陳情を行った。1926年（大正15年）には名取郡長の高橋林蔵によって連合治水組合が組織され、さらに斎藤内閣による農村救済策を利用するために耕地整理組合を設立した。一連の治水事業計画は玉浦村出身で衆議院議員の長谷川陸郎によって政府、帝国議会、農林省等へ請願が行われ、1932年（昭和7年）11月には政府補助のもと貞山堀沿岸排水改良事業が開始された。工事は総工費28万7千円をかけて1935年（昭和10年）4月に竣工し、名取耕土の旱魃と水害の防止の一助となった。
大正2年の大水害以来、五間堀川流域では目立った水害が発生することはなかったが、1941年（昭和16年）7月22日から翌7月23日にかけて襲来した台風により大洪水に見舞われた。この水害では五間堀川のほか阿武隈川の決壊が岩沼町で発生し、全町で浸水被害を受けた。宮城県は被災後すぐに復旧工事に乗り出し、河道の全延長に渡って平均で1尺2寸（約45.5センチメートル）の浚渫を行って通水状況の改善などに取り組んだが、河川の全面改修には至らなかった。このため、流域の関係町村は改修促進のため同年8月に「五間堀改修期成同盟会」を設立し、宮城県知事に対し全面改修を要請するも、太平洋戦争の開戦によって早期実現は計画されなかった。1944年（昭和19年）1月、「第二次食糧増産対策五間堀小用水事業」として大掛かりな水路拡張と改修工事が県によって行われることとなり、同年3月20日に工事が開始された。工事は翌年3月には完了する予定だったが、資材や工夫不足に伴い終戦後まで遅延することになった。県は当初から関係町村に対して工夫の供出を割り当てて工事を進めていたものの、人手不足によって対応に苦慮した。
大正2年の大水害と昭和16年の大水害では、五間堀川の増水によって明治に設置された赤井江閘門が押し流されてしまい、赤井江は直接太平洋と接続した。これにより五間堀川は赤井江を通じて太平洋へと注ぐことになったが、程なくして再び河口を塞いでしまった。1943年（昭和18年）には海岸防災林のクロマツの植栽が行われたが、赤井江一体はマツを植えなかった。

### 槻木町の治水事業
終戦後の日本は食糧増産が懸案事項となり、灌漑施設の整備と排水改良、耕地整理事業などが本格的に推進されるようになった。当時の五間堀川は排水施設が存在せず、途中の河床の勾配にばらつきがあり、川幅に狭隘な部分が存在した。これにより上流に位置する槻木耕土は排水能力が不完全な状態にあった。このような状況のもと、1947年（昭和22年）9月にはカスリーン台風が、翌年にはアイオン台風が相次いで襲来し、槻木耕土は約9割が冠水するなど大きな被害を受けた。
相次ぐ水害を契機として、五間堀川を流れる槻木耕土の悪水を千貫村との境界付近で分岐させ、排水路で阿武隈川堤防の近くまで誘導する計画が浮上した。1948年（昭和23年）7月25日、農林次官が槻木町役場を訪れ、この計画について1時間に渡り懇談を行った。同年11月には岩沼町・槻木町・千貫村・玉浦村・館腰村の5町村によって新たに「五間堀改修期成同盟会」が設立され、第1回代議員会にて五間堀川の排水機場設置と余剰溢水の阿武隈川放流が具体的に計画された。この五間堀沿岸排水改良事業は同年末に機械誘導水路の工事に着手し、排水機場の起工式は1949年（昭和24年）7月に槻木町大字四日市場地内で行われた。
この排水改良事業にあたっては槻木町の住民から地元負担金に関して議論が沸き起こった。事業の受益耕地約1,000町歩に対する地元負担金の拠出は、予め五間堀改修期成同盟会によって受益耕地の被害反別に応じて関係町村が負担することを申し合わせ、その決定を宮城県に委任することに決まっていた。しかし、1950年（昭和25年）に入り槻木町で全額を負担する意見が起こり、関係町村長の意見を行わないまま、同盟会の代議員会は槻木町の全額負担と排水機場の同盟会による維持管理が決議された。これに対して槻木町議会は決議を不服として同盟会からの脱退を決議し、翌年1月には脱退届を提出した。その後、負担金は槻木町の全額負担とする代わりに国庫から長期借入れをして納付する方法を宮城県から提案され、町はその方法を採用した。
土地改良法の制定により、槻木町議会議員有志は排水機場の維持管理と地元負担金の負担を行うため槻木土地改良区の設立準備委員会を結成し、1952年（昭和27年）4月7日には槻木土地改良区が設立された。しかし、排水機場の負担金694万2,196円は財政難や起債の不許可によって納付期限を過ぎてしまい、長期債借入や七十七銀行槻木支店からの借り入れ等によって納付を完了させた。排水機場は困難を経て1951年（昭和26年）に四日市場排水機場として完成に至ったものの、結果として効果はほとんどなく、排水は依然十分にできない状態だった。このため、五間堀川の徹底的な改修が要望されることになり、設置直後の1953年（昭和28年）7月には既に宮城県議会議長へ請願書が送られている。請願書のうち、「請願の理由」は以下の通りである。
1968年（昭和43年）、槻木地区の五間堀川を高位部排水路と低位部排水路に分ける工事が県営の土地改良事業として実施された。これは高位部の排水を従来の五間堀川に集水して下流へ排水し、低位部は低地左岸と低地右岸に分けて全部を機械排水とする工事だった。これにより排水不良は改善され、五間堀川上流は排水路として完全な形となった。
河川改修以前、槻木町では五間堀川が生活用水としても使用されており、一方で農業用水は大字四日市場字坂本前に存在していた八枚水門を締め切ることで稲荷山用水から取水していた。

### 岩沼町・玉浦村の治水事業
名取耕土では長年の水害を克服するため、1952年（昭和27年）に「名取耕土土地改良事業期成同盟会」を結成し、翌年には宮城県も事業の重要性を認め、基礎調査を開始した。名取耕土の排水をどのように排水するかが最大の問題となっていたが、1954年（昭和29年）に赤井江の河口を突破し排水する計画が立てられ、国営土地改良事業として採択を促す運動を開始した。その結果、1959年度に国営事業としての調査費225万円が設けられ、農林省の調査地区となった。赤井江の河口突破排水については暗渠式または明渠式を採用することや、赤井江で集水した水を南北に分けて広浦と阿武隈川に放出すること、藤曽根の排水機を利用して排水する等の手法が考案された。
一方、赤井江は1955年（昭和30年）2月に名取耕土土地改良事業期成同盟会と地元代表との間で干拓事業の必要性について話し合われており、調査の結果「干拓開田の可能性あり」と判断された。これを受け赤井江漁業協同組合は臨時総会を開き、開田の早期実現や開田面積を約15町歩とすることを確認した。1958年（昭和33年）には3年間に渡る陳情が功を奏し、国庫補助による県営事業として干拓の認可を得た。翌年には土地改良法に基づき「赤井川干拓事業共同施工」を設立し事業を進めたが、工事着手直前に伊勢湾台風が発生し、この災害復旧事業を優先する政府の方針によって干拓事業は無期限延期の連絡を受けた。これにより当初の計画は変更され、長期融資による単独事業として1960年（昭和35年）に着工するに至った。1962年（昭和37年）9月には干拓事業が終了し、工費1,800万円をかけて15.8ヘクタールの土地が水田へと変化した。
調査は用水系統と排水系統の水利調査や水源流量調査、最大取水量調査、流量調査、降雨量調査等の基礎的調査が4年間に渡って行われ、特に用水系統の整理と整備については六郷堰水系の一部を稲荷山堰水系へ転換することが必要と判明した。その後の5年目の本調査では排水機場設置地点の構造調査等が行われた。主な内容は以下の通りである。

- ポンプの設置場所となる藤曽根・相野釜・新浜防潮樋門地点の構造物地形測量
- 幹線排水路・貞山堀幹線排水路の地盤調査
- 圃場整備、区画整理のための具体的計画を立てるための末端部分の調査
- 貞山堀、名取川、阿武隈川並びにその外洋の関係調査
- ポンプ機場のボーリングや電気探査等の国費による調査
—『岩沼市史』1984年、
諸調査が終了した1967年（昭和42年）10月には全体実施設計が立てられ、五間堀川の南長谷より下流において「国営名取川農業水利事業」が着工した。1972年（昭和47年）には岩沼市の玉浦地区全域の灌漑用水利施設として三ツ又水門が設置され、玉浦幹線用水路が完成した。続いて早股用水路および林江用水路も竣工し、1980年度末には五間堀川の幹線排水路としての工事もほぼ完成した。これらの工事により名取耕土は乾田化し、用水路と排水路の両方の機能を併せ持つこととなった。

### 8.5豪雨と9.22豪雨の影響

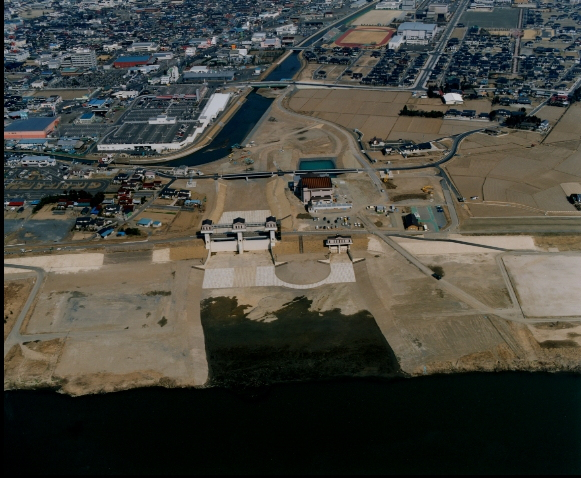
建設中の押分水門（1999年）

1986年（昭和61年）8月5日、台風10号から変化した温帯低気圧が日本列島へ接近し、岩沼市では日降水量が405ミリメートル、1時間降水量が最大で50ミリメートルに達する豪雨に見舞われた。五間堀川流域のうち岩沼市では浸水面積が約3,500ヘクタール、負傷者2人、床上浸水539棟、床下浸水1,578棟、半壊1棟、一部損壊1棟の被害が生じ、全体での被害額は39億9,708万円に上った。このとき五間堀川の流量は岩沼水位観測所で7.62メートルを記録し、警戒水位を2.62メートル超過していた。
この8.5豪雨を受け、建設省と宮城県は五間堀川の抜本的治水対策を策定することに決め、1993年度には「五間堀川の総合治水対策」を策定した。この対策では五間堀川の上流・中流・下流それぞれで対策を行うことが決められ、従来の治水対策とは異なり地域特性を考慮した計画となった。具体的には、上流部の柴田町側で降る320トン分の雨水を南長谷分水路を通じて阿武隈川へ放出し、中流では押分分水路で180トン分を放出、下流では赤井江遊水池と河道拡幅で対応する内容となっていた。
総合治水対策が策定され、直轄河川改修事業により押分分水路の事業着手を行おうとしていたその矢先、1994年（平成6年）9月22日には豪雨が発生し、五間堀川が氾濫した。日降水量が407ミリメートル、1時間降水量が最大で72ミリメートルと8.5豪雨を上回る雨量であり、浸水面積約2,600ヘクタール、負傷者1人、床上浸水1,156棟、床下浸水1,404棟、全壊3棟といった被害を記録した。これを受け、建設省と宮城県は直ちに「五間堀川の総合治水対策」のうち押分分水路650メートル、水門1箇所、河道改修1,300メートルおよび分派水門1箇所の建設を「五間堀川激甚災害対策特別緊急事業」として事業費110億円で実施することに決定し、1994年度中には用地買収と用地補償に入った。翌年度には、「五間堀川床上浸水対策特別緊急事業」が事業化され、事業費110億円でガスタービンエンジンポンプによる押分排水機場を建設することが決まった。床上浸水対策特別緊急事業の制度は1995年（平成7年）に誕生し、本事業はその第1号として認定された。
押分分水路や押分排水機場の建設にあたっては、地盤に完新世のシルト質粘土が分布していたことから杭基礎を採用したほか、周辺への騒音振動対策として中堀工法プラスセメントミルク攪拌工法が採用された。また、押分分水路の事業地の東西を都市下水路と玉浦幹線用水路が横断していたため、これらの付け替えも行われた。下水道は主に大昭和製紙の排水が流れていたため、工場の通常操業を停止させないために、年に1回の定期点検で操業が止まる48時間の間に下水道の切り替え作業を行った。また、玉浦幹線用水路は伏せ越しを採用し、水の供給を止めないために非灌漑期の間に施工を終わらせ、1998年（平成10年）4月の代掻きには工事を間に合わせた。
1999年度には事業が完成し、2002年（平成14年）7月11日に起こった台風第6号による中規模洪水では、押分排水機場のポンプが稼働したことにより岩沼市街地の浸水が大幅に減少した。河川水位はポンプにより42センチメートル程度低下し、雨水排出に効果を発揮したと考えられている。

### 東日本大震災とその後の治水事業
| 震災前の赤井江（左）と太平洋と繋がる震災直後の赤井江（右） |  | 震災前の赤井江（左）と太平洋と繋がる震災直後の赤井江（右） |
| 震災前の赤井江（左）と太平洋と繋がる震災直後の赤井江（右） |  |                                                            |

2011年（平成23年）3月11日、東北地方太平洋沖地震（東日本大震災）とそれに伴う10メートル以上の津波により、以前は海岸林や工業団地、宅地等が存在した河口部付近は壊滅的な被害を受けた。特に、五間堀川では堤防が甚大な被害を受け、広範囲に渡って堤防崩壊や堤防破壊、堤防亀裂、現場打コンクリート張護岸変状等の影響が出た。また、流域では最大25センチメートルの広域的な地盤沈下が発生した。
赤井江では地盤沈下の影響のほか、戻り流れが五間堀川と南貞山運河を通じて赤井江に集中したことで陸側から海岸堤防が決壊し、一時的に太平洋と直接繋がる事態となった。

五間堀川のうち貞山運河区間（南貞山運河との合流点 - 五間堀川河口）はかつて松並木が植えられており、名取地区海岸林保護組合によって枝払いや草刈りなどが数十年に渡り実施されてきたが、震災に伴う津波により松並木の多くが流失した。
| 震災前の下流河口部（左）と震災後の下流河口部（右） |  | 震災前の下流河口部（左）と震災後の下流河口部（右） |
| 震災前の下流河口部（左）と震災後の下流河口部（右） |  |                                                    |

震災後、災害査定や協議設計を経て2014年（平成26年）1月に五間堀川の本格的な復旧工事に着手した。同年12月には、「一級河川阿武隈川水系五間堀川圏域河川整備計画」が策定され、東日本大震災で被害の大きかった貞山運河区間の治水対策についても計画が決定した。高潮や津波への対応として、貞山運河区間は明治三陸地震規模の津波遡上高を考慮し、堤防高T.P.+3.7メートルの堤防を確保することが計画され、洪水対策としてはアイオン台風と同等規模の洪水被害の防止が挙げられている。河川工事の施工箇所は以下の通りである。
| 河川名   | 工区名               | 整備内容                                           | 整備延長（m） |
| -------- | -------------------- | -------------------------------------------------- | ------------- |
| 五間堀川 | 五間堀川下流工区     | 南貞山運河から志賀沢合流点までの河道改修           | 2,600         |
| 五間堀川 | 五間堀川貞山運河区間 | 阿武隈川合流点から南貞山運河合流点までの堤防嵩上げ | 7,550         |
| 五間堀川 | 赤井江排水機場       | 赤井江遊水池                                       | －            |
| 志賀沢川 | 志賀沢川工区         | 五間堀川合流点からJR東北本線までの河道改修         | 2,500         |

五間堀川の堤防は津波の被害を抑える多重防御の施設の一つに組み込まれることとなり、岩沼市沿岸においては海岸堤防や海岸防災林、千年希望の丘に続いて4つ目の多重防御施設となった。2019年（平成26年）3月には下流に延長7,547メートルの堤防が完成し、現存する松並木を保全するために捨石や覆土を行ったほか、堤防をコンクリートで被覆することで想定以上の津波が堤防を越流した場合も効果を発揮する構造とした。
赤井江周辺では広域な地盤沈下により治水安全度（計画規模）が低下したことに加え、市街地を通る五間堀川中流部の河道拡幅が困難であることから、赤井江の遊水池化と排水機場の整備が行われることになった。計画規模は1/50に設定され、2022年度に事業が完了した。遊水池化に伴う湿地環境保全のため、周囲堤内側の法面に覆土および法尻の置土が行われ、2021年（令和2年）時点では植生が回復しつつある。

### 年表
- 1901年（明治34年） - 岩沼町・館腰村・玉浦村・千貫村・槻木村の5町村によって五間堀水利連合組合が設立される[29]。
- 1908年（明治41年） - 五間堀水利連合組合が改組され、五間堀普通水利組合が設立される[29][26]。
- 1939年（昭和14年）11月22日 - 準用河川に指定される[40]。
- 1940年（昭和15年）
  - 2月19日 - 県土木支弁河川に指定される[40]。
  - 5月18日 - 五間堀普通水利組合が解散する[40]。
- 1962年（昭和37年）9月 - 赤井江の干拓事業が完了する[51]。
- 1966年（昭和41年）4月1日 - 河川法第四条第一項の水系及び一級河川を指定する政令の一部を改正する政令が施行され、阿武隈川水系の一級河川として指定される[5]。
- 2019年（令和元年）10月2日 - 岩沼市吹上三丁目にあるTOYO TIRE仙台工場から高濃度の次亜塩素酸ソーダが五間堀川流域へ排水され、複数の魚類の壊死が発生する[77]。

## 自然環境
東日本大震災後に宮城県によって行われた環境現況調査では、赤井江にて以下のような動植物が確認された。また、主な動植物としてツツイトモ、ミナミメダカ、ヨシダカワザンショウ等が確認されている。
| 項目     | 重要種数 | 合計確認種数 | 期間                 |
| -------- | -------- | ------------ | -------------------- |
| 植物     | 12種     | 564種        | 2012年度から2020年度 |
| 爬虫類   | 1種      | 3種          | 2012年度から2020年度 |
| 両生類   | －       | 5種          | 2012年度から2020年度 |
| 哺乳類   | －       | 9種          | 2012年度から2020年度 |
| 昆虫類   | 8種      | 622種        | 2012年度から2020年度 |
| 魚類     | 4種      | 41種         | 2012年度から2020年度 |
| 底生生物 | 9種      | 118種        | 2012年度から2020年度 |

また、五間堀川のうち下流沿岸部では以下のような動植物が確認された。また、主な動植物としてイヌハギ、ゴマノハグサ、コカマキリ、ミナミメダカ、ヒナタムシヤドリカワザンショウ、アカテガニ等が確認されている。
| 項目     | 重要種数 | 合計確認種数 | 期間                 |
| -------- | -------- | ------------ | -------------------- |
| 植物     | 10種     | 620種        | 2013年度から2020年度 |
| 昆虫類   | 8種      | 540種        | 2013年度から2020年度 |
| 魚類     | 3種      | 30種         | 2013年度から2020年度 |
| 底生生物 | 7種      | 61種         | 2017年度から2020年度 |

東日本大震災に伴う復興工事が実施されていた2015年（平成27年）4月には、工事区域の直近でミサゴの繁殖が確認されており、営巣地の前後150メートルを工事中止区間として工事を休止した。復興工事により生育地が消失する危機にあったアイアシ、イヌハギ、ゴマノハグサ、オオクグ、ミズオオバコ、ササバモ、ツツイトモの稀少植物7種は、工事区域外への移植による保全措置が実施された。しかし、イヌハギ、ミズオオバコ、ササバモの3種については2017年（平成29年）までに枯死、消失が確認されている。

## 施設

### 四日市場排水機場
四日市場排水機場（よっかいちばはいすいきじょう）は、柴田郡柴田町大字四日市場字二本木にある排水機場である。1951年（昭和26年）に完成し、南長谷分水路を通じて柴田町内の雨水を阿武隈川へ直接排水する役割を担っている。管理は柴田町土地改良区。稼働基準は機場の内水位が4メートル以上で上昇傾向かつ、岩沼観測所の水位が8.25メートル未満の状況下にあるときであり、条件を満たした場合は国土交通省東北地方整備局仙台河川国道事務所に連絡した上で排水が行われる。
老朽化に伴う改修工事が1995年（平成7年）から行われ、2008年（平成20年）から新たな排水機場が運転を開始した。

### 新浜水門

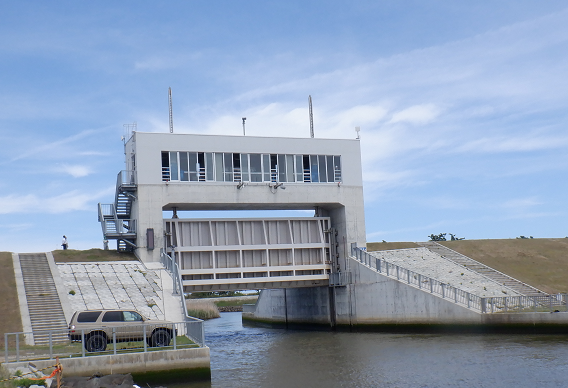
新浜水門

新浜水門（しんはますいもん）は、岩沼市寺島字川向の阿武隈川最下流左岸と五間堀川河口に位置する水門である。1967年（昭和42年）に完成し、洪水や高潮による災害を防止するほか、塩水遡上による農地への塩害を防止する目的を担っている。管理は国土交通省東北地方整備局仙台河川国道事務所岩沼出張所。
2011年（平成23年）に発生した東日本大震災では壊滅的な被害を受けたものの、水門の制御盤は浸水を免れたため、商用電力の復活後は水門機能を維持することができた。しかし、震災以前に阿武隈川に存在した河口砂州が消滅した影響で海からの漂着砂が直接流入するようになり、澪筋も阿武隈川右岸側へ移動したため堆砂しやすい状況に変化した。このため、異常堆砂で水路閉塞が発生するようになり、2005年（平成17年）以降は実施していなかった掘削を2011年度は2回実施した。
その後、2014年（平成26年）6月に水門の災害復旧工事に着手し、2017年（平成29年）3月には新たな水門が完成した。新たな水門は本体が幅15.00メートル、高さ6.20メートル、長さ20.00メートルの鉄筋コンクリート造で、門扉は幅15.27メートル、高さ6.09メートルの鋼製プレートガーダ構造ローラーゲートが1門設置された。また、巻上機種には電動ラック式（商用電源三相3線式200ボルト5.50キロボルトアンペア）が用いられている。
| 本流     | 派川         | 施設名               | 堤高（m） | 総貯水容量（m³） | 種類・型式 | 事業者           | 備考 |
| -------- | ------------ | -------------------- | --------- | ---------------- | ---------- | ---------------- | ---- |
| 五間堀川 | －           | 地獄沢溜池           | 3.83      | 4,913            | 土堰堤     | －               | －   |
| 五間堀川 | 南長谷分水路 | 四日市場排水機場     | －        | －               | 排水機場   | 柴田町土地改良区 | －   |
| 五間堀川 | －           | 三ツ又水門           | －        | －               | 水門       | 名取土地改良区   | －   |
| 五間堀川 | 押分分水路   | 押分排水機場         | －        | －               | 排水機場   | 国土交通省       | －   |
| 五間堀川 | 押分分水路   | 押分水門             | －        | －               | 水門       | 国土交通省       | －   |
| 五間堀川 | －           | 分派水門             | －        | －               | 水門       | 国土交通省       | －   |
| 五間堀川 | －           | 赤井江遊水池         | 3.0       | 約200,000        | 遊水池     | 宮城県           | －   |
| 五間堀川 | －           | 赤井江遊水池排水機場 | －        | －               | 排水機場   | 宮城県           | －   |
| 五間堀川 | －           | 藤曽根排水機場       | －        | －               | 排水機場   | 農林水産省       | －   |
| 五間堀川 | －           | 二野倉排水ポンプ場   | －        | －               | 排水機場   | 岩沼市           | －   |
| 五間堀川 | －           | 三軒茶屋排水機場     | －        | －               | 排水機場   | 農林水産省       | －   |
| 五間堀川 | －           | 蒲崎排水機場         | －        | －               | 排水機場   | 農林水産省       | －   |
| 五間堀川 | －           | 新浜水門             | －        | －               | 水門       | 国土交通省       | －   |

## 交通

### 橋梁
五間堀川に架かる橋梁は以下の通りである。
| 橋梁             | 供用道路・鉄道など                  | 供用年 | 左岸所在地                     | 右岸所在地                     | 備考 |
| ---------------- | ----------------------------------- | ------ | ------------------------------ | ------------------------------ | ---- |
|                  | 東北新幹線                          |        | 宮城県柴田郡柴田町大字成田     | 宮城県柴田郡柴田町大字成田     |      |
| 槻木五間堀16号橋 | 柴田町道成田2号線                   | 1975   | 宮城県柴田郡柴田町大字成田     | 宮城県柴田郡柴田町大字成田     |      |
| 槻木五間堀14号橋 | 柴田町道成田3号線                   | 1981   | 宮城県柴田郡柴田町大字成田     | 宮城県柴田郡柴田町大字成田     |      |
|                  | 宮城県道52号亘理村田蔵王線          |        | 宮城県柴田郡柴田町大字成田     | 宮城県柴田郡柴田町大字成田     |      |
| 槻木五間堀13号橋 | 柴田町道成田30号線                  | 不明   | 宮城県柴田郡柴田町大字成田     | 宮城県柴田郡柴田町大字成田     |      |
|                  | 宮城県道52号亘理村田蔵王線          |        | 宮城県柴田郡柴田町大字成田     | 宮城県柴田郡柴田町大字成田     |      |
| 槻木五間堀17号橋 | 柴田町道葉坂24号線                  | 不明   | 宮城県柴田郡柴田町大字成田     | 宮城県柴田郡柴田町大字成田     |      |
| 槻木五間堀11号橋 | 柴田町道成田6号線                   | 1959   | 宮城県柴田郡柴田町大字成田     | 宮城県柴田郡柴田町大字成田     |      |
| 槻木五間堀10号橋 | 柴田町道成田10号線                  | 1959   | 宮城県柴田郡柴田町大字成田     | 宮城県柴田郡柴田町大字成田     |      |
| 槻木五間堀9号橋  | 柴田町道葉坂19号線                  | 1967   | 宮城県柴田郡柴田町大字葉坂     | 宮城県柴田郡柴田町大字海老穴   |      |
| 槻木五間堀8号橋  | 柴田町道葉坂11号線                  | 1967   | 宮城県柴田郡柴田町大字入間田   | 宮城県柴田郡柴田町大字海老穴   |      |
| 槻木五間堀7号橋  | 柴田町道海老穴6号線                 | 1967   | 宮城県柴田郡柴田町大字入間田   | 宮城県柴田郡柴田町大字海老穴   |      |
| 槻木五間堀6号橋  | 柴田町道入間田20号線                | 1965   | 宮城県柴田郡柴田町大字入間田   | 宮城県柴田郡柴田町大字入間田   |      |
| 槻木五間堀5号橋  | 柴田町道富沢16号線                  | 1962   | 宮城県柴田郡柴田町大字槻木     | 宮城県柴田郡柴田町大字槻木     |      |
| 槻木五間堀4号橋  | 柴田町道四日市場1号線               | 1964   | 宮城県柴田郡柴田町大字四日市場 | 宮城県柴田郡柴田町大字四日市場 |      |
| 槻木五間堀3号橋  | 柴田町道四日市場15号線              | 1963   | 宮城県柴田郡柴田町大字四日市場 | 宮城県柴田郡柴田町大字四日市場 |      |
| 槻木五間堀2号橋  | 柴田町道四日市場18号線              | 1962   | 宮城県柴田郡柴田町大字四日市場 | 宮城県柴田郡柴田町大字四日市場 |      |
| 槻木五間堀1号橋  | 柴田町道四日市場21号線              | 1962   | 宮城県柴田郡柴田町大字四日市場 | 宮城県柴田郡柴田町大字四日市場 |      |
|                  | 稲荷山幹線用水路                    |        | 宮城県岩沼市南長谷             | 宮城県岩沼市南長谷             |      |
| 五間堀川水管橋   | 仙南・仙塩広域水道（低区系支線7号） |        | 宮城県岩沼市南長谷             | 宮城県岩沼市南長谷             |      |
| 岩下橋           | 岩沼市道3094号玉崎岩下線            | 1980   | 宮城県岩沼市南長谷             | 宮城県岩沼市南長谷             |      |
|                  | 東北本線                            |        | 宮城県岩沼市南長谷             | 宮城県岩沼市南長谷             |      |
| 宝橋             | 岩沼市道3091号玉崎浄水場線          | 1972   | 宮城県岩沼市南長谷             | 宮城県岩沼市南長谷             |      |
| 玉崎跨線橋       | 宮城県道39号仙台岩沼線              | 1991   | 宮城県岩沼市南長谷             | 宮城県岩沼市南長谷             |      |
| 京橋             | 岩沼市道3082号根方本町線            | 1980   | 宮城県岩沼市南長谷             | 宮城県岩沼市南長谷             |      |
| 錦橋             | 岩沼市道3081号根方新田線            | 1980   | 宮城県岩沼市南長谷             | 宮城県岩沼市南長谷             |      |
|                  | 常磐線                              |        | 宮城県岩沼市南長谷             | 宮城県岩沼市南長谷             |      |
| 西六角橋         | 岩沼市道2073号新丁北長谷線          | 1980   | 宮城県岩沼市南長谷             | 宮城県岩沼市南長谷             |      |
| 西六角橋         | 岩沼市道2073号新丁北長谷線          | 1980   | 宮城県岩沼市桑原西一丁目       | 宮城県岩沼市字西六角           |      |
| 桑原橋           | 岩沼市道2072号桑原4号線             | 1989   | 宮城県岩沼市桑原西一丁目       | 宮城県岩沼市字西六角           |      |
|                  | 日本製紙岩沼工場専用線              |        | 宮城県岩沼市桑原二丁目         | 宮城県岩沼市桑原三丁目         |      |
| 西原橋           | 岩沼市道2046号岩沼南中央線          | 1980   | 宮城県岩沼市桑原二丁目         | 宮城県岩沼市桑原三丁目         |      |
| 江戸橋           | 岩沼市道2041号西大町線              | 1971   | 宮城県岩沼市桑原二丁目         | 宮城県岩沼市桑原三丁目         |      |
| 岩中橋           | 岩沼市道2067号岩中前線              | 1967   | 宮城県岩沼市桑原一丁目         | 宮城県岩沼市桑原四丁目         |      |
| 六角橋           | 岩沼市道2075号吹上中央線            | 1972   | 宮城県岩沼市桑原一丁目         | 宮城県岩沼市桑原四丁目         |      |
| 岩沼橋           | 岩沼市道2059号藤浪線                | 1962   | 宮城県岩沼市藤浪一丁目         | 宮城県岩沼市桑原四丁目         |      |
| 新西原橋         | 国道4号                             | 1963   | 宮城県岩沼市藤浪一丁目         | 宮城県岩沼市桑原四丁目         |      |
| 新西原橋         | 国道4号                             | 1963   | 宮城県岩沼市藤浪二丁目         | 宮城県岩沼市阿武隈一丁目       |      |
| 六志橋           | 国道6号                             | 1964   | 宮城県岩沼市藤浪二丁目         | 宮城県岩沼市阿武隈一丁目       |      |
| 志引橋           | 岩沼市道2108号本町早股線            | 1998   | 宮城県岩沼市藤浪二丁目         | 宮城県岩沼市里の杜二丁目       |      |
| 桜池橋           | 岩沼市道2049号末広押分線            | 1993   | 宮城県岩沼市末広一丁目         | 宮城県岩沼市里の杜二丁目       |      |
| 三軒橋           | 宮城県道125号岩沼海浜緑地線         | 1971   | 宮城県岩沼市末広二丁目         | 宮城県岩沼市里の杜一丁目       |      |
| 三軒橋           | 宮城県道125号岩沼海浜緑地線         | 1971   | 宮城県岩沼市末広二丁目         | 宮城県名取市堀内               |      |
| 袋胴橋           | 名取市道館腰1号堀内下野郷線         | 1978   | 宮城県名取市堀内               | 宮城県名取市堀内               |      |
| 五間堀川橋       | 仙台東部道路                        |        | 宮城県名取市堀内               | 宮城県岩沼市下野郷             |      |
| 木の下橋         | 岩沼市道2049号浦條線                | 1978   | 宮城県岩沼市下野郷             | 宮城県岩沼市下野郷             |      |
| 新矢野目橋       | 宮城県道10号塩釜亘理線              | 2005   | 宮城県岩沼市下野郷             | 宮城県岩沼市下野郷             |      |
| 矢の目橋         | 岩沼市道1224号矢野目下野郷本線      | 2019   | 宮城県岩沼市下野郷             | 宮城県岩沼市下野郷             |      |
| 吐橋             | 岩沼市道1024号空港三軒茶屋線        | 2002   | 宮城県岩沼市下野郷             | 宮城県岩沼市下野郷             |      |
| 藤曽根大師橋     | 岩沼市道1275号相野釜蒲崎線          | 2017   | 宮城県岩沼市下野郷             | 宮城県岩沼市下野郷             |      |
| 赤江橋           | 岩沼市道1054号下野郷藤曽根線        | 2015   | 宮城県岩沼市下野郷             | 宮城県岩沼市下野郷             |      |
| 藤曽根橋         |                                     |        | 宮城県岩沼市押分               | 宮城県岩沼市下野郷             |      |
| 二野倉橋         | 宮城県道125号岩沼海浜緑地線         | 2017   | 宮城県岩沼市押分               | 宮城県岩沼市押分               |      |
| 長谷釜橋         | 岩沼市道1076号早股長谷釜線          | 2017   | 宮城県岩沼市早股               | 宮城県岩沼市早股               |      |
| 寺島橋           | 岩沼市道1093号寺島海岸線            | 2017   | 宮城県岩沼市寺島               | 宮城県岩沼市寺島               |      |
| 蒲崎橋           | 岩沼市道1108号蒲崎1号線             | 2017   | 宮城県岩沼市寺島               | 宮城県岩沼市寺島               |      |
| 新浜橋           | 岩沼市道1120号新浜2号線             | 2018   | 宮城県岩沼市寺島               | 宮城県岩沼市寺島               |      |